# Salinas (California)

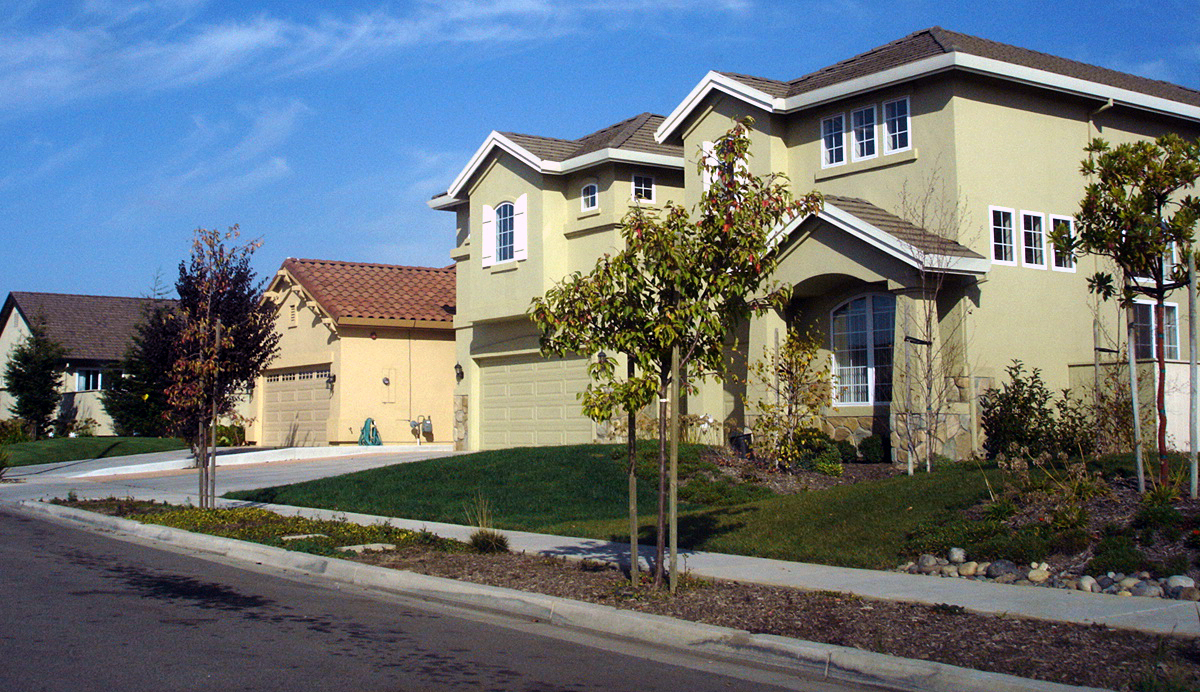
Barrio residencial, Harden Ranch, Salinas.

Salinas es una ciudad ubicada en el condado de Monterrey en el estado estadounidense de California. En el año 2000 tenía una población de 148.350 habitantes y una densidad poblacional de 3.068,1 personas por km². La estimación actual del Ministerio de Hacienda de California de población del año 2006 es de 148.350 habitantes, mostrando una disminución con respecto al año 2000. La ciudad ha sido caracterizada por la carencia de la cubierta comprable. La ciudad es en gran parte suburbana, está situada en la boca del valle de Salinas y disfruta de un clima suave. Salinas se conoce por ser un centro agrícola, así como ser la ciudad natal del escritor y premio Nobel de Literatura, John Steinbeck.

## Historia
El territorio perteneció a la Alta California española. 
El 24 de noviembre de 1818, el corsario franco-argentino Hipólito Bouchard conquistaba la ciudad de San Carlos de Monterrey, actual Salinas, estado de California, donde la bandera Argentina flameó antes que la de los EE. UU. 
Nacido en Saint Tropez, Francia, André Paul Hippolyte Bouchard, integrante de la armada francesa llegó hasta las costas del Río de La Plata en 1809, rápidamente se vio atraído por los Revolucionarios de Mayo y se unió a la gesta libertadora. En apoyo a la revolución participó en la batalla naval de San Nicolás y actuó con heroísmo como granadero en la Batalla de San Lorenzo. En premio a su arrojo en 1813 la Asamblea Constituyente le concedió la ciudadanía de las Provincias Unidas del Río de la Plata. Con la independencia consumada en 1816, el Almirante Guillermo Brown diseñó una serie de misiones corsarias para atacar a toda nave española que se dedicara a comerciar con sus colonias, esta misión llevó a Bouchard a Filipinas, Hawái, Centroamérica y finalmente a las costas de California, como los EE. UU. era una joven nación que dominaba la costa este, los territorios bañados por el Pacífico aún eran una colonia española. Bouchard al mando de la fragata "La Argentina" era acompañado por Pedro Cornet al mando de la fragata "Chacabuco" recuperada en las Islas Sándwich dos meses antes, con ellas llegaron a la Bahía de Monterrey, entre las actuales Los Ángeles y San Francisco. La mañana del 24 de noviembre de 1818, pese a la férrea resistencia y a la superioridad numérica de las fuerzas españolas, los 200 hombres al mando de Bouchard desembarcaron y tomaron todos los edificios de la ciudad de Salinas izando banderas argentinas en los 5 edificios públicos. Confiscaron todos los valores pertenecientes a la Corona española, hecho que contó con el apoyo de la población civil, antes de dar por culminada la misión inutilizaron las armas que no podían transportar y se dirigieron a Santa Bárbara. Allí se encontraba el rancho fortificado "El Refugio" donde se mantenía detenidos a patriotas mexicanos que fueron liberados por un batallón al mando de Cornet. Los españoles recuperarían la ciudad 6 días después. El éxito de esta misión hizo que se decidiera extenderla a todas las poblaciones costeras de California hasta dar por finalizada la misión en enero de 1819, pese a que los argentinos se retiraron sin dejar presencia militar, a los españoles les llevó dos meses recuperar los territorios.
Salinas empezó alrededor 1847 como "la Casa Media", una parada de diligencia entre Monterrey y San Juan Bautista. En 1867, se abrió una oficina de correos, la ciudad de Salinas fue ordenada, y la ciudad fue integrada diez años después. La ciudad se llama así por el río Salinas.
La economía está basada en gran parte en la agricultura. Situado en una de las regiones agrícolas más ricas de California, el área produce una variedad de frutas y verduras, inclusive lechuga, fresas, sandías, brécol, zanahorias, coles, y espinacas. Por lo tanto muchos grandes productores de frutas y verduras tienen sede en Salinas. La frecuencia histórica de cosechas de fila es documentada por interpretación fotográfica aérea de la Métrica de la Tierra, que estudia también indicó una conversión mayor de tierra buena para cultivos a usos urbanos sobre el período de tiempo desde 1.956 a 1.968, con esa tendencia que continúa para las próximas décadas también.

## Geografía
Según la Oficina del Censo, la ciudad tiene un área total de 52,5 km² (20,3 mi²), de la cual 52,5 km² (20,3 mi²) es tierra y 0,1 km² (0 mi²) (0%) es agua.
La ciudad está ubicada aproximadamente 18 metros sobre el nivel del mar y a aproximadamente 12,8 kilómetros del océano Pacífico. La cordillera Gabilán y la cordillera de Santa Lucía bordean el Valle de Salinas al este y al oeste, respectivamente. Ambas cordilleras y el Valle de Salinas corren aproximadamente 145 kilómetros sudeste de Salinas hacia King City.

## Demografía
Según la Oficina del Censo en 2000 los ingresos medios por hogar en la localidad eran de 43.728 $, y los ingresos medios por familia eran 44.669 dólares. Los hombres tenían unos ingresos medios de 35.641 dólares frente a los 27.013 para las mujeres. La renta per cápita para la localidad era de 14.495 dólares. Alrededor del 16,7% de la población estaba por debajo del umbral de pobreza.

## Personajes famosos
- Sammy Hagar, guitarrista de rock, cantante y compositor estadounidense, exmiembro de Van Halen
- Vanessa Hudgens, actriz, cantante, modelo, compositora y diseñadora
- Rick Law, artista y productor de Disney
- Van Partible, caricaturista, animador, el creador de la serie de dibujos animados Johnny Bravo
- John Steinbeck, escritor ganador del Premio Nobel de Literatura y autor de conocidas novelas como De ratones y hombres, Las uvas de la ira, La perla y Al este del Edén
- Caín Velásquez, peleador y luchador profesional de artes marciales mixtas.
- Matthew Stirling, arqueólogo y etnólogo estadounidense que fue el descubridor de esculturas de la cultura olmeca en el estado mexicano de Tabasco.